# Ъпсурт
Ъпсурт е една от популярните български хип-хоп групи, създадена в началото на 1995 г. от Ицо Хазарта, Бат Венци, Буч и Шлеви, които са приятели от детска възраст, с мениджър Самуил Попов.

## Музикална кариера
Експериментите им в музиката започват като детски игри, в които се записват на касетофон, а после се забавлявали, докато се слушат. Първите си записи правят през януари 1996 г. в студио Субдибула при Васил Николов а.к.а. Теслата. Дотогава, никой от тях не е участвал в други формации. Добрият период за Ъпсурт започва през ноември 1997 г., когато печелят първо място на рап фестивала в Разград в съревнование с 26 групи от цяла България. Скоро след това Теди Кацарова кани Ъпсурт за съвместна песен. Комбинацията е успешна и се появяват не една, а две песни – „Winning Bet“ и „Здраво дръж или пусни“. През 1999 г. излиза дебютният албум на групата със заглавие „Боздуган“. Той е записан и мастериран в StudioMax от Васил Николов а.к.а. Теслата. Ицо Хазарта е автор на текстовете, а музиката и аранжиментите са на Ъпсурт и Теслата, който участва и като беквокал в парчето „Неделя сутрин (Бира и шкембе)“. Албумът е издаден от Riva Sound и благодарение на него, групата придобива огромна популярност.
През октомври 2000 г. след осеммесечно турне из страната групата пуска нов сингъл от втория си албум. Едноименното парче от него се казва „Чекай малко“, а албумът е пуснат на пазара през 2001 г. От тази година Ъпсурт са в състав само от трима души, защото Шлеви напуска групата поради честите си ангажименти в чужбина. Третият албум на групата е озаглавен PopFolk. Хитови парчета от него са „Искам твоето тяло“, „PopFolk“ и „Психопат“.
През 2004 г. групата пуска сингъла „И твойта майка също“ с участието на Белослава, който е част от рекламна кампания, целяща да промотира шокиращия мексикански филм, носещ същото заглавие. Четвъртият албум Quattro излиза на пазара в края на юни 2005 година. В него има осем авторски парчета, от които три стават хитове същата година. Това са „3 в 1 (неочаквано добра комбинация)“ с участието на Галя от КариZма и телевизионния журналист Милен Цветков, „Колега“ и „Пияни“ с участието на Я Я - Роянов.
Вдъхновени от живота в България, на 10 април 2006 г. Ицо Хазарта, Бат Венци и Буч пускат първия си и единствен сингъл за годината – „Втора цедка“ с участието на испанската хип-хоп изпълнителка Мала Родригес, като през юли месец излиза и клипа към парчето. Грешно е да се мисли, че сингълът „Колегата отвръща на удара“, качен в Internet на 22 юни 2005 г., е тяхна песен. Песента е на Бате Сашо и е написана с цел да накърни името на групата.
В последните дни на 2006 г. на бял свят се появява и първото DVD-Live на групата. Появата на дългоочаквания продукт съвпада с 10-годишнината на групата. Всички 19 песни, включени в DVD-то, са част от концерт на групата през октомври 2005 г. в Зимния дворец на спорта. В DVD-то могат да бъдат видени и Я-Я Роянов, Goodslav, Лора Караджова и Галя, които участват в някои от песните на Ъпсурт. Вътре могат да бъдат открити още галерия с непубликувани снимки и бекстейдж кадри от турнето, пълните версии на видеоклиповете към „Втора цедка“ и „3 в 1 (неочаквано добра комбинация)“, плакат на групата, както и откровенията на Хазарта, Бат Венци и Буч, докато филмират „мене ме нема в целата схема.....“.
През март 2007 г. излиза и следващият хит на групата Ъпсурт с името „Звездата“ с участието на Лора Караджова. Един месец след премиерата си сингълът се сдобива с клип.
През 2008 г. излиза парчето на Ъпсурт съвместно с Дичо, наречено „Допинг тест“, а по-късно и негови разновидности.
В края на 2010 г. излиза и песента „Мрън Мрън“, която също е с участието на Лора Караджова.
През 2011 г. излиза песен (без Ицо Хазарта) с рапърите 100 кила и Goodslav „Кради, кради“.
През 2012 г. групата издава песента „Бела жига“. През 2013 г. се появява песента „Ослушай се“.
След 4 години застой издават песента „Този танц“ през 2017 г., посветена на танца туърк. Песента е коментирана като „рап чалга“.
През 2019 г. Буч напуска групата, и така в нея остават само Бат Венци и Ицо Хазарта. През 2021г. в подкаста "При ТоТо" в Ютюб Ицо Хазарта разкрива своята версия за раздялата с Буч, твърдейки, че през цялата кариера на Ъпсурт той не е бил пълноценен член, отказвал да допринася с текстовете, както и с помощ при организирането на концерти. По-късно Буч отвръща с няколко подробности от миналото на групата, обвинявайки Хазарта в присвояване на пари от общата каса на групата.

## Стил
През годините хип-хоп триото си изгражда свой собствен стил, който е запазената марка на Ъпсурт. Текстовете им са по-социални в сравнение с останалите рапъри от България. В лириката им има многобройни препратки и трябва „да четеш между редовете“. С всеки свой пореден албум, стилът на изразяване в текстовете се подобрява и Ъпсурт се променят. Ъпсурт сами обявяват, че „сами са си вдигнали летвата“.

## Турнета
2000: Съвместно турне с D2.
През 2000 г. Ъпсурт правят редица концерти с D2 из цялата страна.
2006: Национално турне „Ъпсурт 3 в 1 на път“.
На 10 май 2006 г. стартира първото национално турне на хип-хоп четворката. То продължава до 18 май същата година, като в продължение на 9 дни Ицо Хазарта, Шлеви Долния, Бат Венци и Буч радват феновете си във Велико Търново, Русе, Варна, Сливен, Стара Загора, Бургас и Пловдив с двучасови дози „ъпсуртно“ качествен лайф. На турнето за пръв път прозвучава на живо и откровената критика на Ъпсурт и NESCAFE 3in1 към нещата, направили живота на българина „втора цедка“.
„3 в 1 (неочаквано добра комбинация)“ и „химнът“ на народа „Колега“ са част от парчета, които радват специално почитателите в седемте града на турнето. Гост-музиканти на концертите са Дичо, Лора Караджова, Славе Болфейс и Стоян Роянов Я-Я.
2017: Участие в турнето „One Love Tour“

## Други дейности
През 2007 г. Ицо Хазарта, Бат Венци и Буч дават гласовете си за българския дублаж на филма „Костенурките нинджа“, записан в студио „Александра Аудио“ по режисурата на Таня Михайлова. Те озвучават съответно Леонардо, Рафаел и Микеланджело, а Донатело е озвучен от актьора Цанко Тасев. Фронтменът на Ъпсурт участва и във „Vip Brother 3: Имат ли звездите сърце?“. Шоуто е благотворително, в помощ на децата на България. Ицо успява да остане през всичките дни в надпревара за първото място в риалитито, но на финала завършва на 4-то място. През юни 2008-а, година по-рано, Хазарта пише рап куплет от текста към попфолк песента „Малко сръбско“ в изпълнение на Слави Трифонов и Ку-Ку Бенд..
От средата на 2008 г. тримата рапъри започват да лансират своя енергийна напитка. По подражание на американския рапър Фифти Сент българските изпълнители стъпват на пазара на енергийни напитки със собствен бранд, „Upsurd“. Непосредствено след операцията по пласиране и налагане на новата енергийна напитка Ъпсурт напуска 5-годишния си спонсор Nescafe, с който имат издадени 2 албума и 1 сингъл.

## Награди и номинации

### Годишни музикални награди на БГ радио
2004
- БГ албум: PopFolk (номиниран)
- БГ песен: „И твойта майка също“ (номиниран)
- БГ Текст: „И твойта майка също“ (номиниран)

2006
- БГ албум: „QUATTRO“
- БГ текст: „3 в 1 (неочаквано добра комбинация)“
- БГ дует/трио (номиниран)
- БГ песен: „3 в 1 (неочаквано добра комбинация)“ (номиниран)

2007
- БГ дует/Трио (номиниран)
- БГ песен: „Втора цедка“ (номиниран)
- БГ текст: „Втора цедка“ (номиниран)
- БГ видеоклип: „Втора цедка“ (номиниран)

### Годишни музикални награди на Телевизия MM
2001
- Най-добра рап/хип-хоп песен: „Чекай малко“

2002
- Най-добра рап/хип-хоп песен: „Бай хуй“/„Нямаш елементарно възпитание“ (номиниран)
- Най-добър рап/хип-хоп албум: „Чекай малко“ (номиниран)

2003
- Най-добра рап/хип-хоп песен: „Кълчи кълки“

2004
- Най-добра рап/хип-хоп песен: „И твойта майка също“
- Най-добър рап/хип-хоп албум: „PopFolk“
- Най-добра група/дует на 2003 година

2005
- Най-добра хип-хоп песен: „PopFolk“

2006
- Най-добра рап-песен: „3 в 1 (неочаквано добра комбинация)“
- Най-добър рап-албум: „QUATTRO“
- Най-добър видеоклип: „3 в 1 (неочаквано добра комбинация)“ (номиниран)
- Най-добра група/дует на 2005 година

2007
- Зрителски хит: „Втора цедка“ (номиниран)
- Най-добра хип-хоп/R&B песен: „Втора цедка“
- Coca Cola Най-добра група/дует на 2006 година (номиниран)

2008
- Най-добра хип-хоп/R&B песен: „Звезда“

#### 2008 награди на десетилетието на Телевизия ММ
- Най-добра хип-хоп/R&B песен на десетилетието: „3 в 1 (неочаквано добра комбинация)“
- Най-добър хип-хоп/R&B албум на десетилетието: „QUATTRO“

### Годишни музикални награди на Фен ТВ
2007
- Най-добър видеоклип в раздел Поп музика: Валери Милев – „Звездата“ (номиниран)
- Най-добра група/дует в раздел Поп музика (номиниран)
- Хит в раздел Поп музика: „Звездата“ (номиниран)

## Дистрак лист
Дистрак (от англ. език: disstrack) обикновено е песен, писана срещу певец или група. Тази песен има за цел да осмее или унижи човека или състава, за които е писана лириката. Дисът може да съдържа обиди срещу определено лице или банда, а може и да осмива тяхното творчество.
- Бате Сашо – „Колегата отвръща на удара“
- Деградация – „Ъпсурт го отнасят“
- Бате Сашо – „Бик с брада“
- Буч – „Гръбнакът на медузата“
- Буч – „Христоматия“

## Дискография
- Боздуган (1999)
- Чекай малко (2001)
- Pop-Folk (2003)
- Quattro (2005)
- Ъпсурт – Live (2006)